# Christopher Pike
Christopher Pike is het pseudoniem van de Amerikaanse schrijver Kevin Christopher McFadden (New York, 12 november 1954). Hij schrijft vooral jeugd- en kinderboeken, maar zijn expertise ligt in het thrillergenre. Het pseudoniem Christopher Pike is een verwijzing naar de kapitein van de USS Enterprise NCC-1701 in de oorspronkelijk Star Trekserie.

## Biografie
McFadden werd geboren in New York, maar groeide op in Californië. Hij ging naar college, maar onderbrak zijn studie vroegtijdig om de kost te verdienen als huisschilder en programmeur. Aanvankelijk schreef hij sciencefiction- en mysteryverhalen. Later werden dat voornamelijk jeugdthrillers. Van zijn boek Fall Into Darkness uit 1996 werd een televisiefilm gemaakt. Zijn jeugdboekenserie Spookermonde werd bewerkt tot een televisieserie waarvan in 2013 en 2014 onder de titel Spooksville 22 afleveringen werden uitgezonden.

## Werken

### Jeugdfictie
- Slumber Party (1985)
- Weekend (1986)
- The Tachyon Web (1986)
- Last Act (1988)
- Spellbound (1988)
- Gimme a Kiss (1988)
- Scavenger Hunt (1989)
- Fall into Darkness (1990)
- See You Later (1990)
- Witch (1990)
- Whisper of Death (1991)
- Die Softly (1991)
- Bury Me Deep (1991)
- Master of Murder (1992)
- Monster (1992)
- Road to Nowhere (1993)
- The Eternal Enemy (1993)
- The Immortal (1993)
- The Wicked Heart (1993)
- The Midnight Club (1994), wordt verfilmd voor een serie op Netflix[3]
- The Lost Mind (1995)
- The Visitor (1995)
- The Starlight Crystal (1996)
- The Star Group (1997)
- Execution of Innocence (1997)
- Hollow Skull (1998)
- Magic Fire (1999)
- The Grave (1999)
- The Secret of Ka (2010)
- To Die For – Omnibus: Slumber Party en Weekend (2010)
- Time of Death – Omnibus: Bury Me Deep en Chain Letter (2011)
- Master of Murder – Omnibus: Last Act en Master of Murder (2011)
- Bound to You – Omnibus: Spellbound en See You Later (2012)
- Witch World (2012)

### Series

##### Cheerleaders
- Cheerleaders #2: Getting Even (1985)

Christopher Pike schreef slechts één deel van deze 47 delen tellende boekenserie. Andere schrijvers zijn onder anderen Caroline B. Cooney en Diane Hoh.

##### Chain Letter
- Chain Letter (1986)
- Chain Letter 2: The Ancient Evil (1992)
- Chained Together – Omnibus: Chain Letter 1 en 2. (1994)

##### Final Friends
- Final Friends 1: The Party (1988)
- Final Friends 2: The Dance (1988)
- Final Friends 3: The Graduation (1989)
- Final Friends Trilogy – Omnibus: Final Friends 1, 2 en 3 (1999)
- Until the End – Omnibus: Final Friends 1, 2 en 3 (2011)

##### Remember Me
- Remember Me (1989)
- Remember Me 2: The Return (1994)
- Remember Me 3: The Last Story (1995)
- Remember Me – Omnibus:s Remember Me 1, 2 en 3 (2010)

##### The Last Vampire
- The Last Vampire (1994)
- The Last Vampire 2: Black Blood (1994)
- The Last Vampire 3: Red Dice (1995)
- The Last Vampire 4: Phantom (1996)
- The Last Vampire 5: Evil Thirst (1996)
- The Last Vampire 6: Creatures of Forever (1996)
- The Last Vampire 7: The Eternal Dawn (2010)
- The Last Vampire 8: The Shadow of Death (2011)
- The Last Vampire 9: The Sacred Veil (2013)

##### Thirst(omnibusuitgaven vanThe Last Vampire)
- Thirst No. 1 – Omnibus: The Last Vampire 1, 2 en 3 (2009)
- Thirst No. 2 – Omnibus: The Last Vampire 4, 5 en 6 (2010)
- Thirst No. 3 – The Last Vampire 7: The Eternal Dawn (2010)
- Thirst No. 4 – The Last Vampire 8: The Shadow of Death (2011)
- Thirst No. 5 – The Last Vampire 9: The Sacred Veil (2013)

##### Spookermonde
- Spooksville – serie van 24 jeugdboeken (1995-1999)

1. The Secret Path (Nederlandse titel: Het Geheime Pad)
2. The Howling Ghost (Nederlandse titel: De Jammergeest)
3. The Haunted Cave (Nederlandse titel: De Duistere Grot)
4. Aliens in the Sky (Nederlandse titel: Vreemd Volk)
5. The Cold People (Nederlandse titel: Het IJsvolk)
6. The Witch's Revenge (Nederlandse titel: Heksenwraak)
7. The Dark Corner (Nederlandse titel: De Dubbelgangers)
8. The Little People (Nederlandse titel: Het Kleine Volkje)
9. The Wishing Stone (Nederlandse titel: De Wenssteen)
10. The Wicked Cat (Nederlandse titel: De Strekenkat)
11. The Deadly Past
12. The Hidden Beast
13. Creature in the Teacher
14. The Evil House
15. Invasion of the No Ones
16. Time Terror
17. The Thing in the Closet
18. Attack of the Killer Crabs
19. Night of the Vampire
20. The Dangerous Quest
21. The Living Dead
22. The Creepy Creature
23. Phone Fear
24. The Witch's Gift

##### Alosha
- Alosha (2004)
- The Shaktra (2005)
- The Yanti (2006)
- Nemi (TBA)

### Korte verhalen
- Tales of Terror (1997)
- Tales of Terror #2 (1998)

### Verzamelingen
- Thirteen: 13 Tales of Horror by 13 Masters of Horror – Bevat Pike's verhalen Collect Call en Collect Call 2: The Black Walker (1991)
- 666: The Number of the Beast – bevat Pike's verhaal Saving Face (2007)

### Volwassenenfictie
- Sati (1990)
- The Season of Passage (1992)
- The Listeners (1995)
- The Cold One (1995)
- Seedling
- The Blind Mirror (2003)
- Falling (2007)
- The Sixth Door (TBA)

- Bibliothèque nationale de France: cb13092756g (data)
- International Standard Name Identifier: 0000 0001 0815 7748
- Library of Congress Control Number: n81088923
- Nationale Bibliotheek van Tsjechië: jx20040211013
- Nationale Bibliotheek van Israël: 987007304074705171
- Nederlandse Thesaurus van Auteursnamen: 146357116
- Système universitaire de documentation: 033689407
- Virtual International Authority File: 100302103
- WorldCat: E39PBJyt3GycYCcHCdTMGV97HC